# イラワラプラム
イラワラプラム（Illawarra　Plum、学名Podocarpus elatus）は、マキ科マキ属の常緑針葉高木。プラムパイン、ブラウンパインとも呼ばれる。オーストラリア東海岸原産で、現在でもオーストラリア東部のニューサウスウェールズ州東部とクイーンズランド州東部にのみ生育する。高さは30から36メートル、太さ1.5mにまで成長する。葉の長さは5cmから15cm（若い木なら25cmほどにもなる）、幅は6mmから18mmと細長い。果実は2cmから2.5cmほどの球形で、熟すと濃い青紫色になる。同属のイヌマキと同じく、種子は果実の中ではなく、果実の先端外側にできるのが特徴である。種子は果実の半分ほどの大きさで、直径1cmほどの球形である。
果実は松やにのにおいがあるものの甘く、食用となる。古くからアボリジニが食用とし、また現在でもジャムや調味料として使用される。また、材質もよく、建材や家具、ボート用材として使用されている。観賞用として庭木にも使われ、高級郊外住宅地であるシドニー郊外のチャッツウッドなどで見かけることができる。

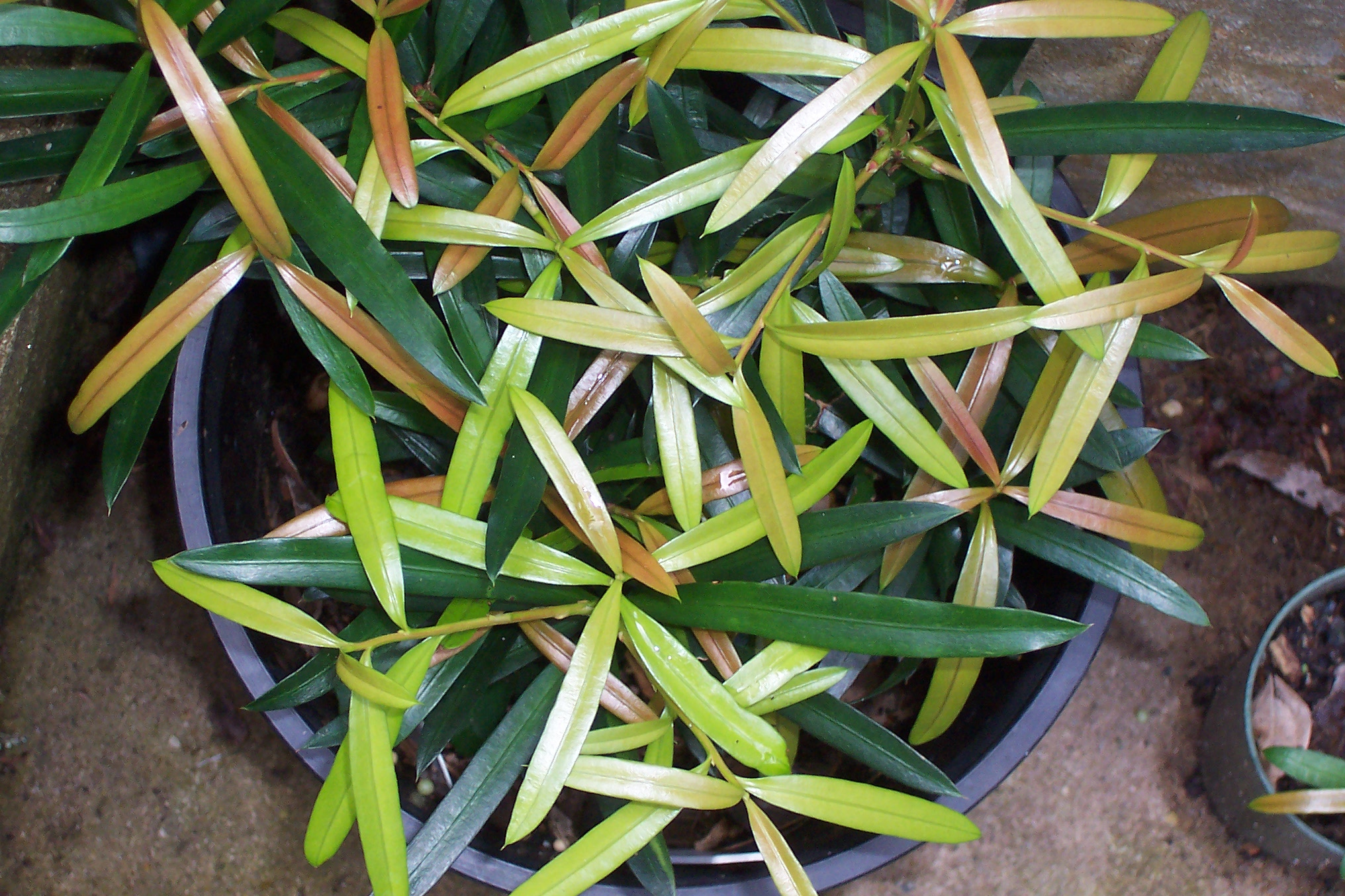
若葉
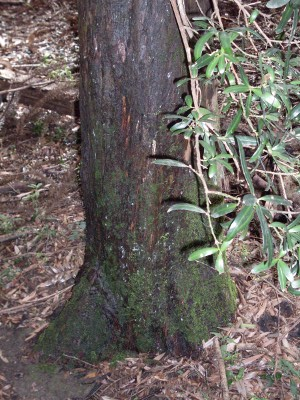
幹
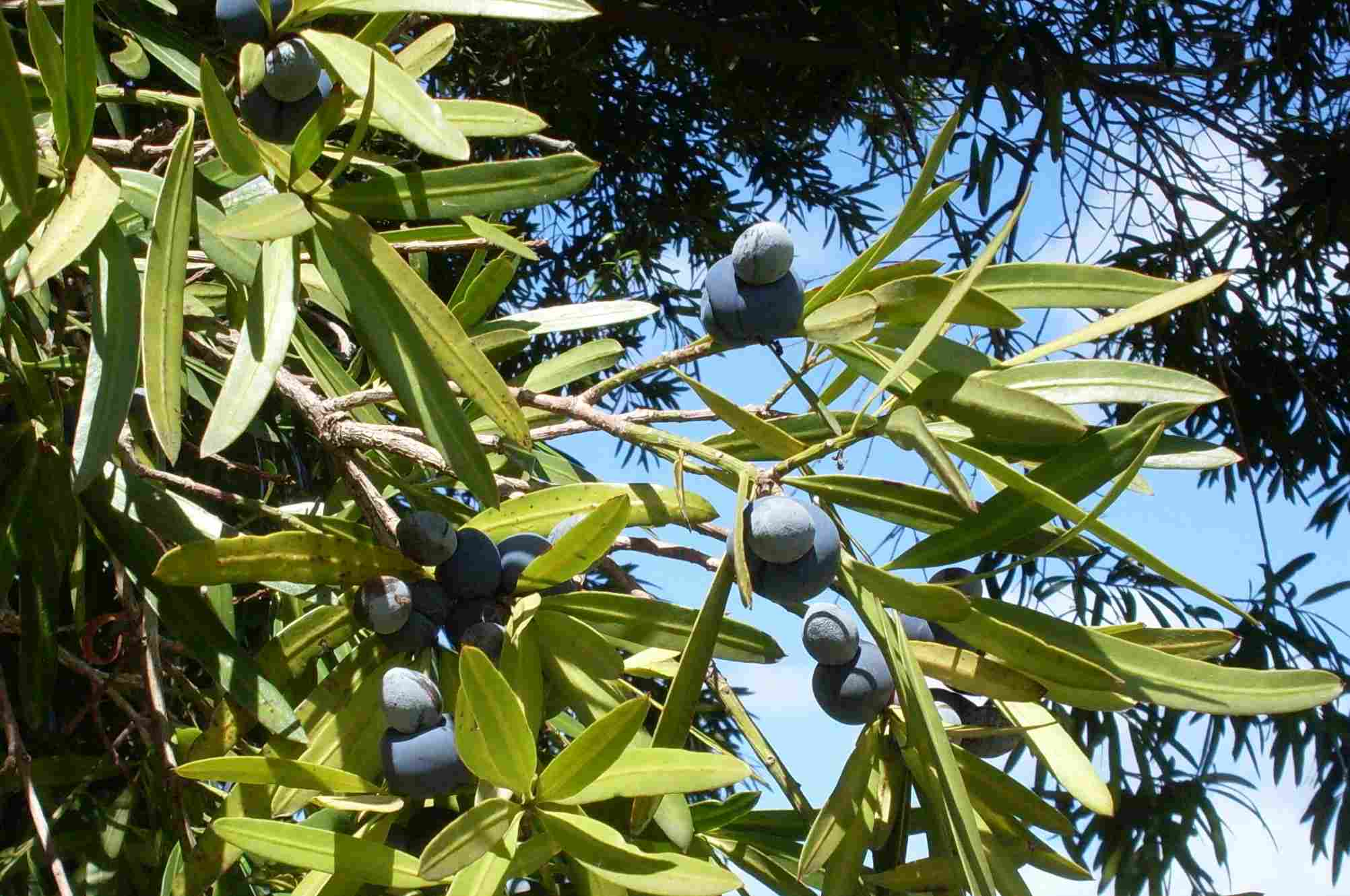
葉と果実
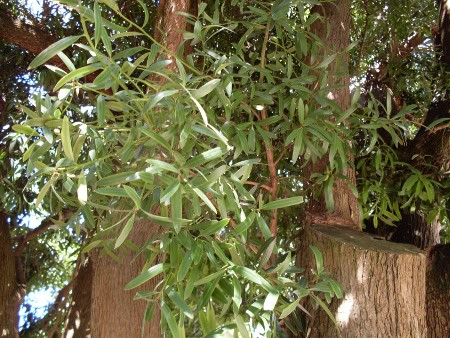
樹皮と葉
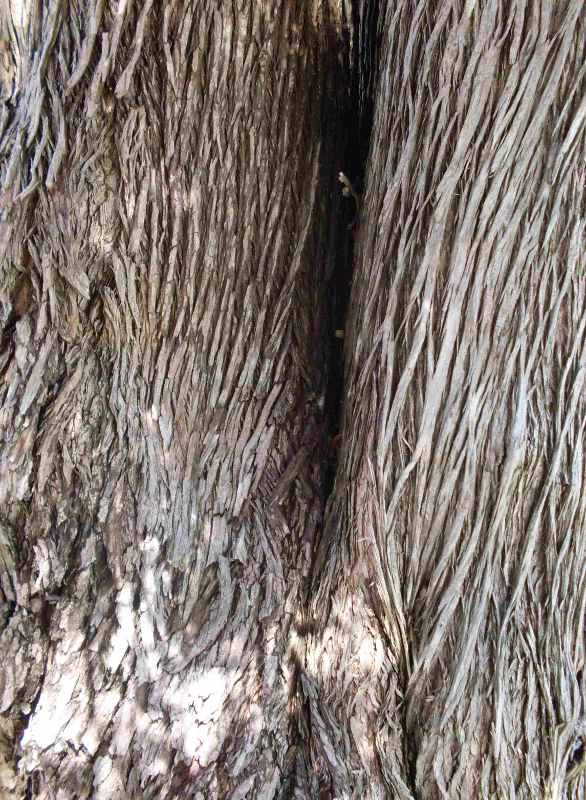
樹皮
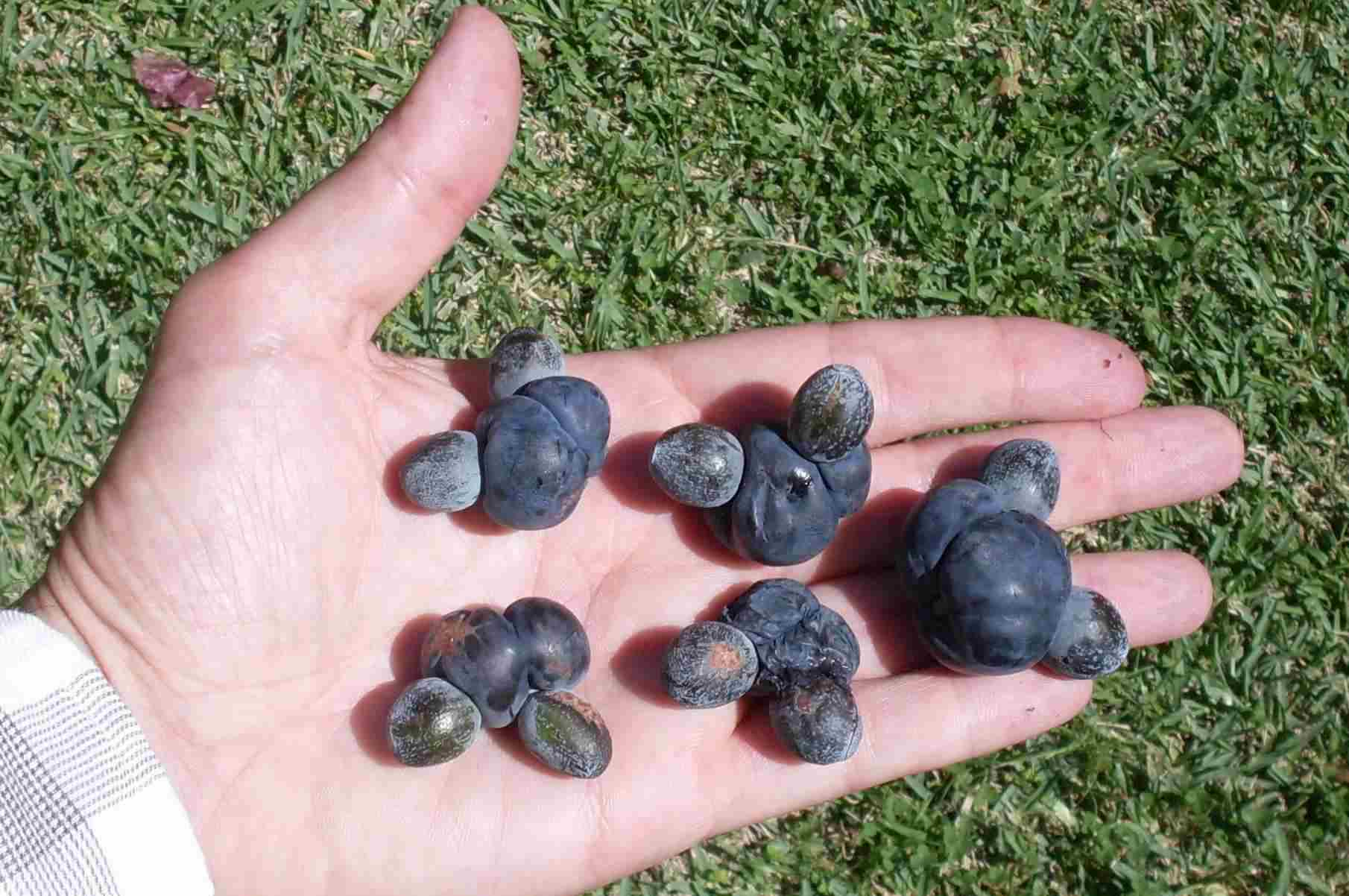
珍しい2つの種を持つ果実
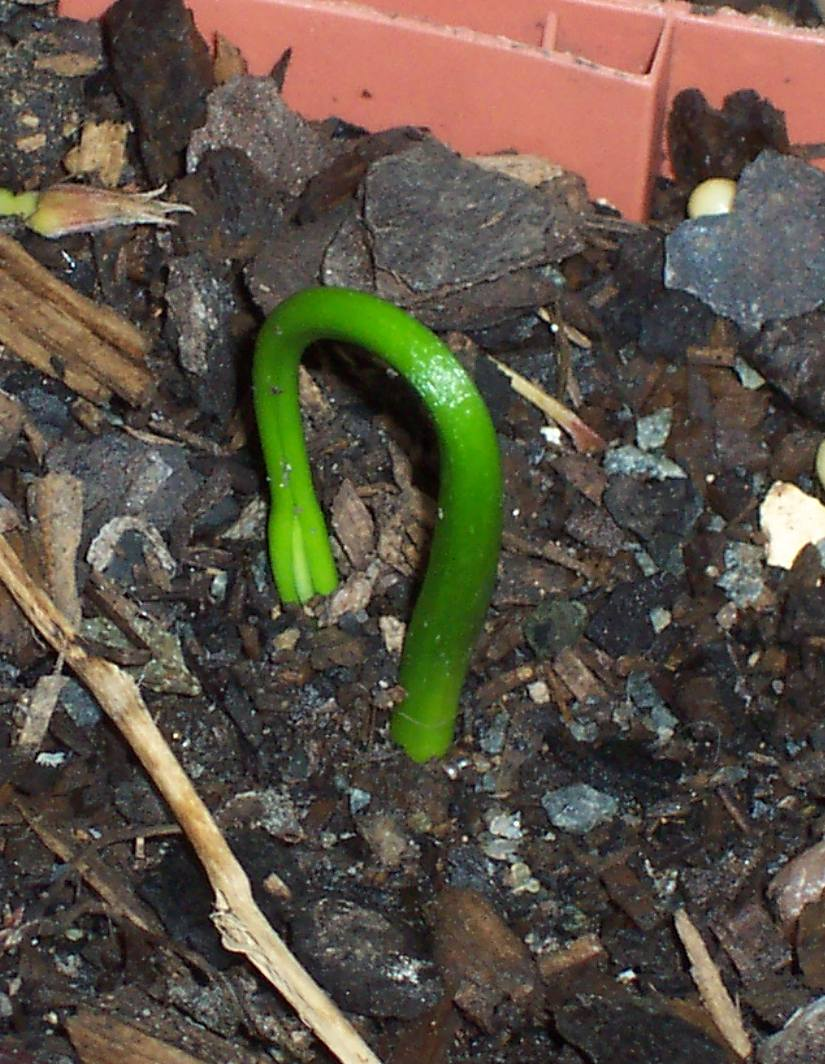
発芽